# سفر توراة

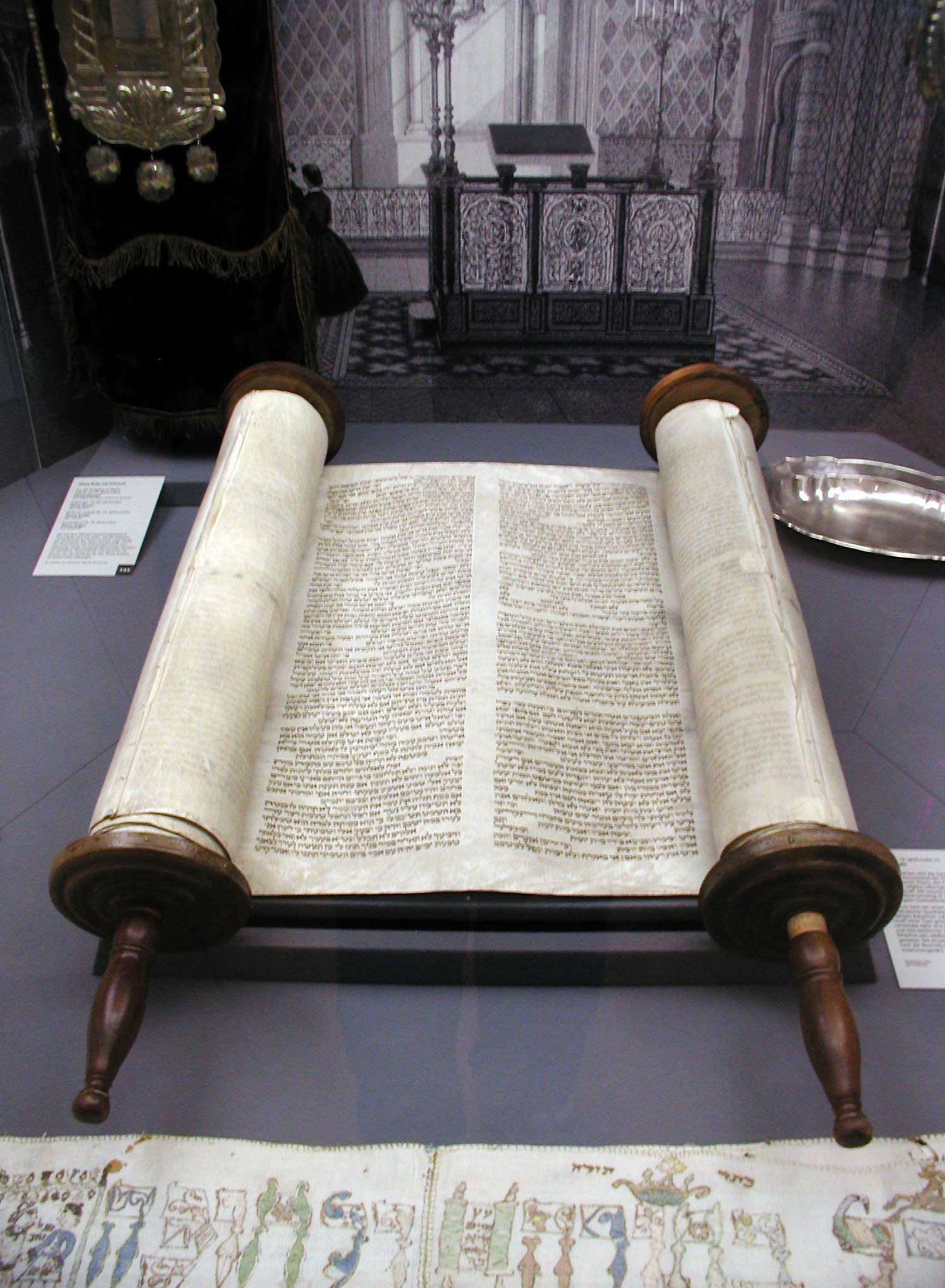
سفر التوراة في كنيس بمدينة كولونيا الألمانية

سِفر التوراة ((بالعبرية: ספר תורה)ספר תורה؛ «مصحف التوراة» أي «طومار التوراة») هو نسخة مكتوبة بخط اليد من التوراة، أقدس النصوص في اليهودية. يجب أن يستوفي شروط صنع صارمة. يستعمل سفر التوراة أساسا في طقوس قراءة التوراة خلال الصلوات اليهودية. في أحيان أخرى، يخزن في تابوت التوراة في الكنيس، وهو عادة خزانة مزينة مفروشة بالسُتُر وكثيرا ما يبنى في منتصف جدار الكنيس المواجه إلى القدس، الاتجاه الذي يواجهه اليهود وهم يصلون.
ونص التوراة يطبع ويُجلَّد كثيرا على هيئة كتاب للوظائف غير الشعائرية. في هذه الحالات، يعرف باسم خومش (חוּמָש)، ومعناه «خماسي»، إشارة إلى أسفار موسى الخمسة، وكثيرا ما يرافق النص تفاسير وترجمات.

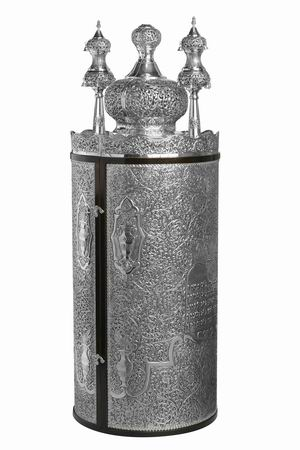
علبة توراة فضية. في بعض التقاليد، سفر التوراة يخزن في علبة خشبية أو معدنية مزينة

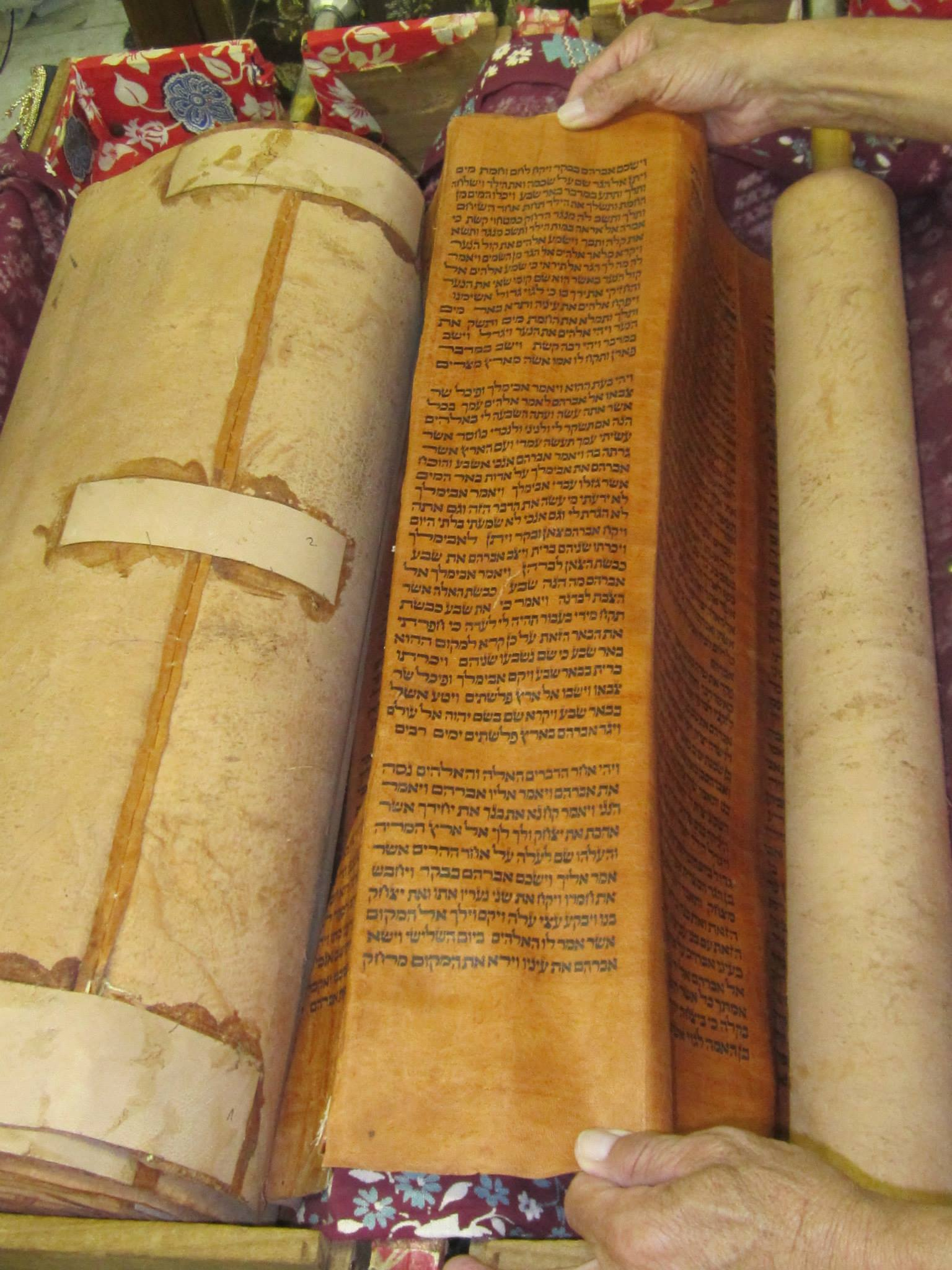
سفر توراة يمني عمره 200 عام. مكتوب على إِهَاب، من كنيس بيت كنيسة موسى بن ميمون. كان الكاتب من آل شرابي.

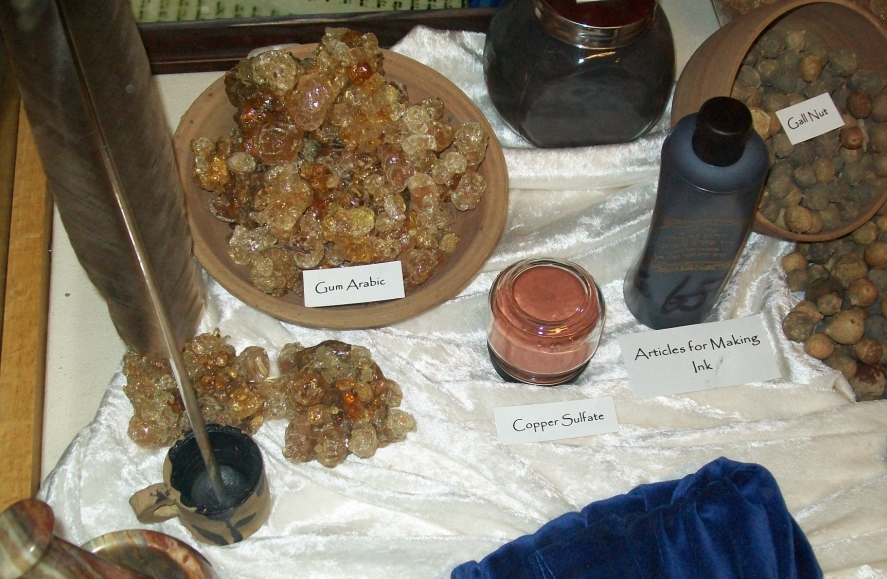
المكونات المستعملة في صنع الحبر للطوامير الآن

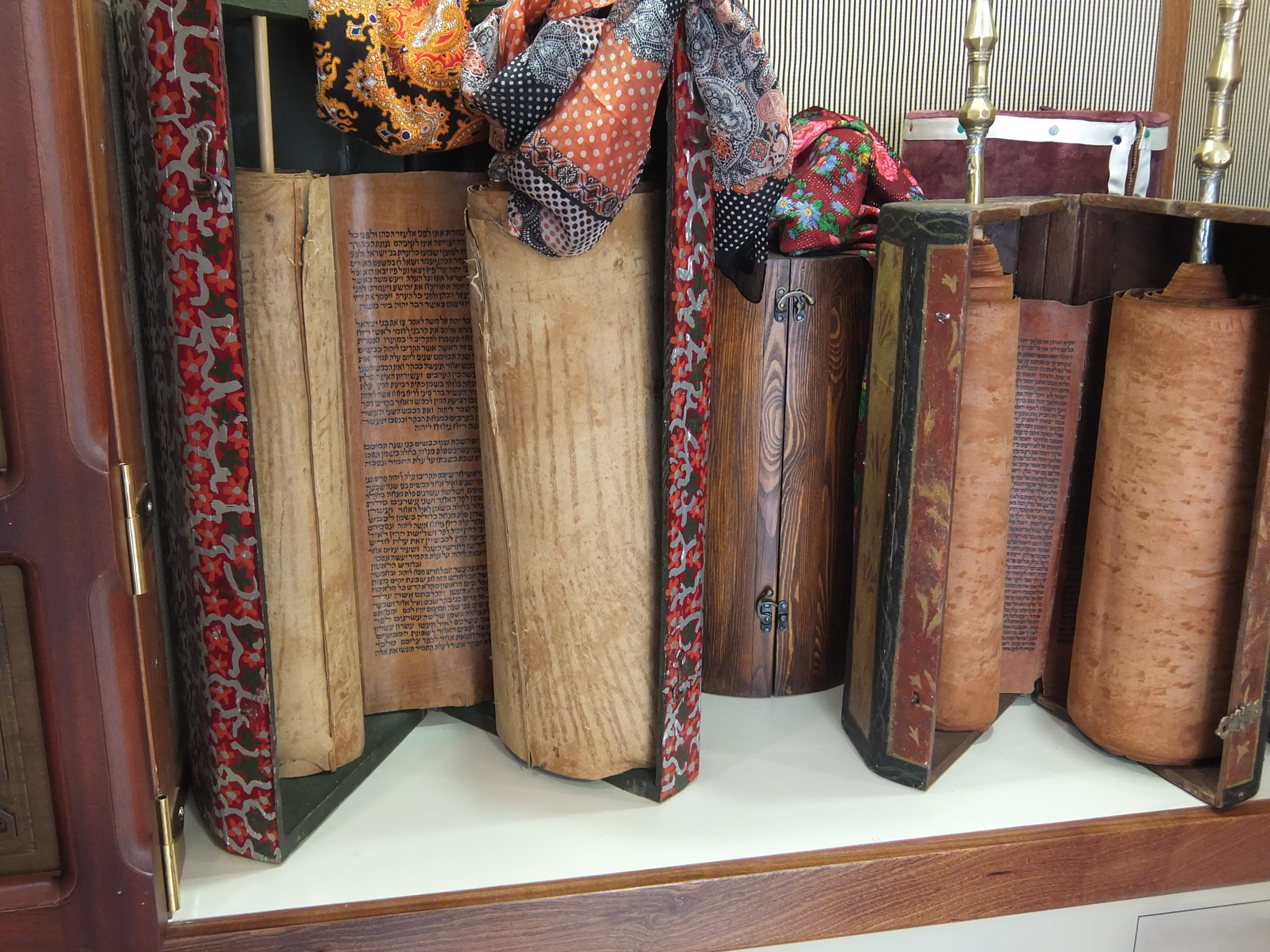
أغلفة توراة شرقية تقليدية